# Santa María Peñoles
Santa María Peñoles (Ñuu Inia en mixteco, Ixcuintepec o Cerro de perros en náhuatl) es una población mexicana del distrito de Etla, región Valles centrales del Estado de Oaxaca, con una población de 7,650 habitantes (en su mayoría de etnia mixteca) en el año 2005. El municipio comprende, además de la cabecera municipal homónima, las localidades de San Mateo Tepantepec, San Pedro Cholula, Santa Catarina Estetla (Ñuu Chiaa en mixteco), Contreras y El Duraznal.

## Geografía
Santa María Peñoles se asienta en la región central de Oaxaca con longitud 97°00'W y 17°05'N de latitud, a una altitud de 1,980 metros sobre el nivel del mar. Su superficie es muy montañosa, con cerros que dominan todo el valle central de Oaxaca.

## Población
La mayoría de la población es de etnia indígena, y más del 80% habla alguna lengua indígena como el mixteco.

## Economía
La actividad predominante es la agricultura (80% de la población activa), especialmente la fruticultura, con importantes producciones de tejocote, manzana, durazno, melocotón y capulín entre otros.

## Escudo
Desde el año 1989, por acuerdo de la asamblea general municipal se aceptó utilizar la toponimia encontrada en el códice mendocino, como escudo representativo del municipio. Donde se representa al antiguo asentamiento del pueblo de peñoles (Ñuu inia, año 1100 aprox.), la imagen es representada con el habitual cerro alto, característica de los pueblos mixtecos y sobre la imagen del cerro; un ixcuintli (perro prehispánico)y el símbolo al lado de estos representa la comunidad o pueblo.